# Heptasaurus cappelensis
L’eptasauro (Heptasaurus cappelensis) è un anfibio estinto, appartenente ai temnospondili. Visse nel Triassico medio (Anisico, circa 244 milioni di anni fa) e i suoi resti fossili sono stati ritrovati in Germania.

## Descrizione
Questo animale è noto per una quantità di resti fossili che permettono di ricostruirne l'aspetto. Heptasaurus era un grande anfibio, dotato di una testa enorme rispetto al corpo, insolitamente larga e robusta. Il cranio era di forma triangolare, con la punta del rostro piuttosto largo. La premascella era dotata di due aperture che, quando la bocca era chiusa, permettevano di far passare attraverso il muso due grandi zanne sporgenti dalla regione anteriore della mandibola (sinfisi). La lunghezza di Heptasaurus doveva raggiungere i tre metri. Questo animale era assai simile al ben più noto Mastodonsaurus, da cui si differenziava per alcune caratteristiche: rispetto a quest'ultimo, le orbite erano più piccole, le ossa giugali e frontali più ampie e la punta del muso più larga.

## Classificazione
I primi fossili di Heptasaurus sono stati rinvenuti nei pressi del villaggio di Kappel-Grafenhausen, nella Germania meridionale, e sono stati descritti inizialmente come una nuova specie di Mastodonsaurus (M. cappelensis). In seguito (Save-Soderbergh, 1935) questi resti vennero ascritti a un genere a parte, Heptasaurus. Ricerche successive hanno dimostrato la distinzione tra queste due forme, a causa di alcune differenze morfologiche e stratigrafiche (Schoch, 1999).
Attualmente Heptasaurus è considerato l'unico altro rappresentante, oltre a Mastodonsaurus, della famiglia dei mastodonsauridi, un gruppo altamente specializzato di anfibi temnospondili del Triassico, derivati probabilmente da antenati capitosauridi. Altre classificazioni lo vedono come il sister group del genere Mastodonsaurus nell'ambito della famiglia dei capitosauridi.